# حاتم طرابلسی
حاتم طرابلسی (به انگلیسی: Hatem Trabelsi) (زاده ۲۵ ژانویه ۱۹۷۷) بازیکن سابق فوتبال اهل تونس است.
وی در تیم ملی فوتبال تونس ۶۶ بازی انجام داده است و عضو این تیم در جام جهانی فوتبال ۱۹۹۸، ۲۰۰۲ و ۲۰۰۶ بوده است.